# Zápas ve volném stylu

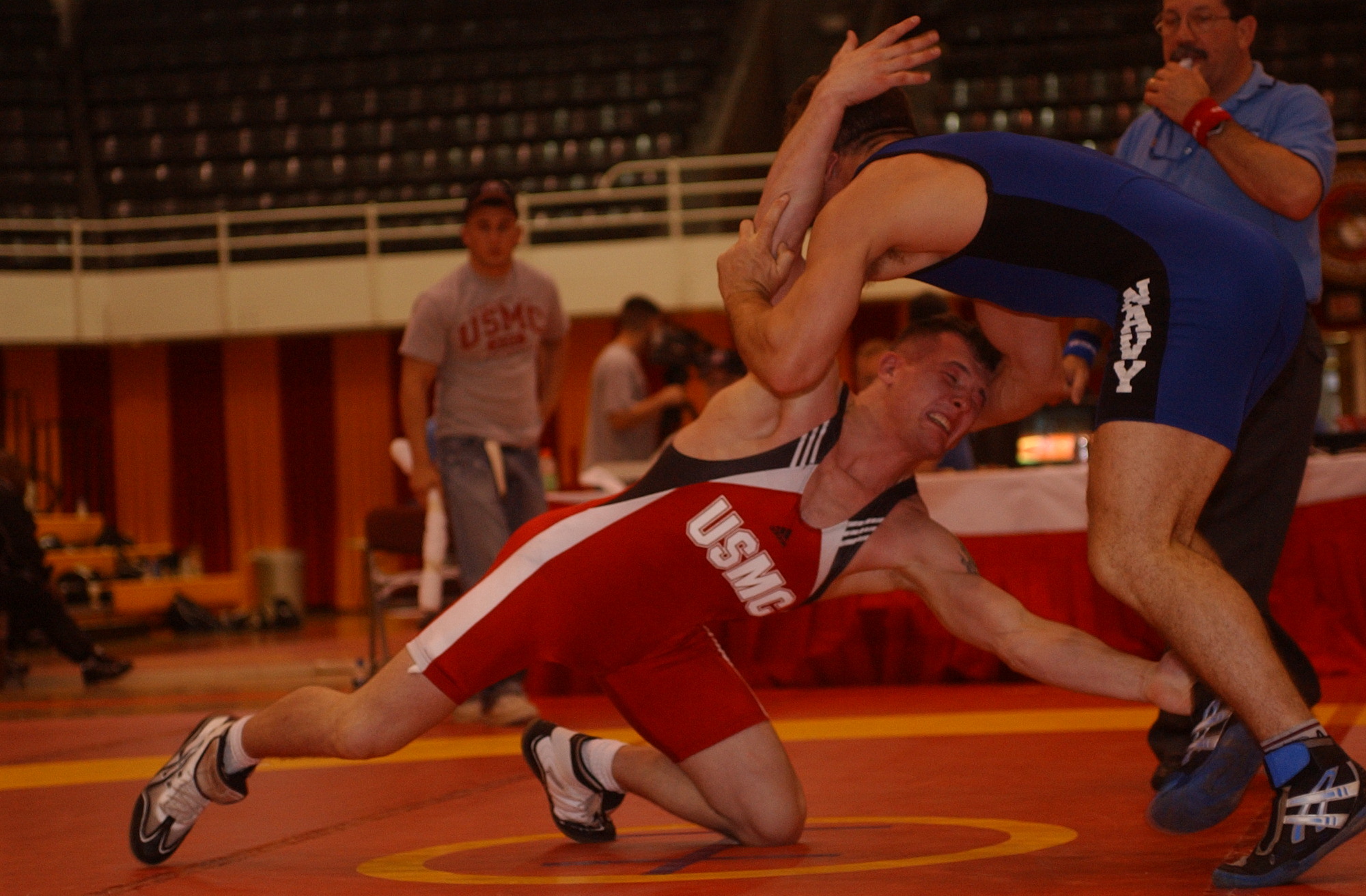
Zápas ve volném stylu

Volný styl je společně se sportovním judem nejrozšířenější zápasnický styl na světě. Popularitu postupně nabýval po zařazení na olympijské hry v St. Louis v roce 1904. Na rozdíl od stylu řecko-římského (klasického) může zápasník útočit na jakoukoliv část soupeřova těla. V Česku je volný styl mezi muži stále v pozadí za stylem klasickým. V bývalém Československu se na volný styl specializovali Slováci. Jejich škola vychovala dva volnostylaře světového formátu, Dana Karabina a Jozefa Lohyňu.

## Historie
Ve Spojeném království byl součástí poutí a slavností tradiční zápas. Každé hrabství Spojeného království mělo odlišný zápasnický styl. Předchůdcem volného stylu byl tradiční styl, praktikovaný v hrabství Lancashire. Zápasníci z Lancashiru měli na rozdíl od zápasníků z Cornwallu nebo Devonshiru na sobě pouze trenýrky a nemohli soupeře kopat, tahat za vlasy ani štípat. Mohli však používat různé dnes zakázané chvaty, např. Nelsonův chvat.
Zápasnický styl z Lancashiru se šířil po světě s kolonizací nového světa. Ve Spojených státech do sebe absorboval prvky z dalších zápasnických stylů a postupně tak vznikl zápasnický styl zvaný „catch-as-catch-can“ (chyť jak chytit umíš). Tento styl získal v Americe velikou popularitu. Jeho popularita byla tak velká, že v Evropě populární řecko-římský styl nemohl v Americe dlouho prorazit. Catch-as-catch-can styl byl přirovnáván k řeckému pankrationu bez úderů. V dnešní době s prvky catch-as-catch-can můžeme setkat v Japonsku v zápasnickém stylu zvaném pancrase.
V roce 1904 bylo přiděleno pořádání třetích olympijských her americkému městu St. Louis. Zápas byl součástí novodobých olympijských her od jejich počátku. Styl, ve kterém se zápasilo – řecko-římský styl – však Američané nepraktikovali. Zápasy na olympijských hrách 1904 se tak pořádaly v catch-as-catch-can stylu upraveném pro sportovní klání podle vzoru pravidel řecko-římského stylu. Název volný styl se zavedl kvůli možné účasti Evropanů praktikujících styl řecko-římský. Z Evropy však nikdo nedorazil. Další olympijské hry se konaly v Londýně, kde měl větší podporu opět volný styl než styl řecko-římský. Poprvé se tak na olympijských hrách soutěžilo v obou stylech.
Konkrétní pravidla získal volný styl až se vznikem mezinárodní zápasnické federace v roce 1921. První mistrovství světa ve volném stylu se konalo až v roce 1951.
Počet kategorii, ve kterých se zápasilo rok od roku stoupal. Maxima dosáhl v 70. letech, kdy se zápasilo v 10 váhových kategoriích. Tento stav trval až do konce 90. let, kdy se o svá zápasnická práva začaly hlásit ženy. V roce 2004 ženy poprvé startovaly na olympijských hrách ve volném stylu za cenu snížení počtu kategorií u mužů.
Kritické období prožíval volný a řecko-římský styl po olympijských hrách v Londýně v roce 2012. V únoru 2013 byl dán návrh MOV na vyřazení zápasu z olympijských her od roku 2020. Ze zápasnických stylů by na olympijských hrách zůstalo pouze judo. Verdikt vyřazení zápasu způsobil šok. Začalo se spekulovat o důvodech vyřazení. Důvodem návrhu na vyřazení nebyl sport jako takový, ale laxní přístup vedení mezinárodního zápasnického svazu (FILA). FILA problém vyřazení nepředpokládala a nepodnikla preventivní kroky, na rozdíl od sportů, které každé čtyři roky bojují o setrvání v olympijském programu – moderní pětiboj, taekwondo, šerm, badminton apod. Teorií bylo více – jedna se zaobírala příliš častými změnami pravidel (tahání koulí), druhá spontánní reakcí švédského zápasníka Abra'amjana, který odmítl bronzovou olympijskou medaili. President FILA Raphaël Martinetti rezignoval záhy po verdiktu MOV. Začátkem září 2013 se na zasedání MOV rozhodovalo o novém olympijském sportu. Zápas (volný styl) s přehledem uhájil status olympijského sportu v konkurenci baseballu/softballu a squashe.

## Popularita
Volný styl je celosvětově rozšířený sport. Ve Spojených státech je součástí tělesné výchovy prakticky na všech školách. V Rusku má rovněž velmi silné zázemí. K těmto velmocem se dále řadí celý Blízký východ. Kavkazské národy – Gruzie, Ázerbájdžán, Osetie, Dagestán, Čečensko – dále Turecko, Írán, Indie, kde leží počátky zápasu vůbec. Země dálného východu Japonsko, Jižní Korea. Ve všech těchto zemích má volný styl silnou podporu srovnatelnou s judem.
Jsou však země, kde je volný styl v pozadí za řecko-římským stylem. Skandinávské a pobaltské země, ale i Česko.

### Česko
V českých zemích měl tradičně silnější podporu řecko-římský styl. Osobnost Gustava Frištenského, Antonína Petráka a dalších klasiků prakticky předurčovala mladé zápasníky věnovat se tomuto stylu. Volný styl byl oficiálně přijat do Československého svazu těžké atletiky roku 1929. Nejlepšího výsledku před 2. světovou válkou dosáhl Josef Klapuch. V 60. letech se mu začali více věnovat v Praze ve Vršovicích TJ Bohemians. Později se rozšířil do dalších českých klubů TAK Hellas Brno, Sokol Vítkovice, Slavoj Plzeň, Baník Stříbro.
Po roce 1989 zásoboval reprezentaci volnostylaři především brněnský klub Hellas. Žádný český volnostylař v éře samostatnosti (od roku 1993) zatím na olympijských hrách nestartoval ani nezískal evropskou či světovou medaili. Nejblíže k tomu měl Luděk Burian, který bohužel na OH v Atlantě 1996 nedosáhl potřebné tělesné hmotnosti a nemohl tak startovat. Posledním účastníkem české národnosti na olympijských hrách byl Petr Drozda v roce 1976. Na OH v roce 2016 startovala Adéla Hanzlíčková, ale vypadla hned v úvodním kole. Důvodem slabé úrovně českých volnostylařů je především nedostatek kvalitních trenérů.

## Způsob boje
Cílem zápasu ve volném stylu je dostat soupeře na lopatky (touch), tak aby se dotkl oběma lopatkami současně žíněnky. Není-li tohoto cíle v průběhu utkání dosaženo, rozhodují body udělované rozhodčími za jednotlivé techniky (chvaty). Vyšší bodové hodnocení mají chvaty prováděné ze stoje, nižší potom chvaty prováděné v pokleku (v parteru). Zápas řídí jeden rozhodčí na žíněnce píšťalkou a na prstech ruky ukazuje počet bodů za provedení techniky bodovému rozhodčímu.
Na internetu je k dispozici množství publikací, které zápasnické techniky popisují dopodrobna. Na stránkách mezinárodní federace UWW je k dispozici celá škála učebnic ve formátu pdf. Volnostylařské techniky jsou dobře vysvětlené v publikacích od Shahmuradova nebo olympijského vítěze Sasahary. Problémem publikací a učebnic je však jejich rychlé stárnutí.
S rozvojem internetu je dobrým zdrojem youtube a podobné servery. V televizi se se zápasem již prakticky nesetkáme. Na internetu se dají dohledat videa, kde úspěšní zápasníci dopodrobna popisují své oblíbené techniky. Nejdůležitějším zdrojem jsou však jednotlivé zápasy z turnajů, které jsou volně k dispozici na stránkách mezinárodní federace. Z videí se dají odkoukat moderní trendy volného stylu.

### Pravidla UWW
- Zápasí se na žíněnce o rozměrech 12 × 12 m, kde je vyznačen kruh o průměru 9 m. Vnitřní část žíněnky se nazývá pásmo aktivity a má průměr 7 m. Zbylá část o šířce 1 m se nazývá pásmo pasivity.
- Dres musí být přiléhavý a mít v oblasti nohaviček a zad pruhy barvy modré nebo červené o předepsané šířce. Je povoleno nosit lehké nákolenky. Obuv zápasníka nesmí mít podpatek ani kovové hřebíky v podrážce. Obuv s tkaničkami není povolena. Pokud má obuv tkaničky musí být přelepeny lepicí páskou, aby se nemohly během duelu rozvázat.
- Zápasník se musí před zápasem utřít od potu a nesmí mít tělo natřené mastnými nebo pronikavými emulzemi. Dále musí mít ostříhané nehty a nemít příliš dlouhé vlasy ani vousy.
- UWW rozlišuje 4 věkové kategorie, pro něž pořádá kontinentální a světová mistrovství – žáky (U15), kadety (U17), juniory (U21) a dospělé. Speciální kategorií jsou zápasníci do 23 let a veteráni (zápasí v několika divizích od 35 do 60 let věku)
- Váhové kategorie se liší nejen v rámci věkových kategorií, ale jsou jiné u volného a jiné u řecko-římského stylu.

- Průběh turnaje:
  - 1. vážení – probíhá den před turnajem (dříve se vážilo hodinu před turnajem)
  - 2. losování
  - 3. průběh turnaje a zápasu – rok od roku se mění, je potřeba sledovat aktuální pravidla světové federace FILA. Dříve poražení semifinalisté bojovali o bronzovou medaili mezi sebou. Dnes poražení semifinalisté bojují s vítězi oprav o dvě bronzové medaile.

- Druhy vítězství:
  - lopatkové vítězství
  - vítězství technickou převahou (7 bodů)
    - když zápasník provede chvat hodnoty 5 bodů a nemá v danou chvíli méně bodů než jeho soupeř
    - když zápasník provede dva chvaty za 3 body

  - vítězství na body
  - diskvalifikace
    - tři napomenutí
    - hrubé chování

  - pro zranění
  - vzdáním nebo nenastoupením
  - v případě rovností bodů je vítěz určen:
    - vyšší hodnota bodu za provedenou akci
    - menší počet napomenutí
    - ten kdo získal poslední bod
    - poslední akce
    - prodloužení utkání

## Volný styl vs. judo
Volný styl do velké míry formoval sportovní judo. V bývalém Československu se zařazením juda na olympijské hry přesunulo hlavní tréninkové centrum na Slovensko, kde měl volný styl lepší zázemí než v Čechách. Fyzická, ale i technická příprava prvních československých judistů vycházela z přípravy volnostylařů. Řada technik prováděných volnostylaři si našla své místo i mezi judisty. Judistické techniky morote-gari, sukui-nage, kučiki-taoši, ale i kata-guruma jsou běžně používané volnostylařské techniky. V roce 2010 mezinárodní federace juda (IJF) zavedla pravidlo o zákazu přímého útoku na nohu soupeře. Tímto pravidlem se snažila směřovat judisty v provádění klasických technik a neorientovat se čistě na techniky převzaté z volného stylu.

## Českoslovenští a čeští olympijští medailisté
| Pořadí | Olympionik      | Zlato | Stříbro  | Bronz    | Celkem |
| ------ | --------------- | ----- | -------- | -------- | ------ |
| 1.     | Josef Klapuch   | 0     | LOH 1936 | 0        | 1      |
| 2.     | Dan Karabin     | 0     | 0        | LOH 1980 | 1      |
| 3.     | Július Strnisko | 0     | 0        | LOH 1980 | 1      |
| 4.     | Jozef Lohyňa    | 0     | 0        | LOH 1988 | 1      |
| Celkem | Celkem          | 0     | 1        | 3        | 4      |

## Českoslovenští a čeští medailisté na mistrovství světa
| Pořadí | Olympionik    | Zlato | Stříbro | Bronz   | Celkem |
| ------ | ------------- | ----- | ------- | ------- | ------ |
| 1.     | Josef Urban   | 0     | 0       | MS 1966 | 1      |
| 2.     | Dan Karabin   | 0     | MS 1982 | 0       | 1      |
| 3.     | Dana Durecová | 0     | 0       | MS 1994 | 1      |
| Celkem | Celkem        | 0     | 1       | 2       | 3      |

## Českoslovenští a čeští medailisté na mistrovství Evropy
| Pořadí | Olympionik        | Zlato   | Stříbro | Bronz                             | Celkem |
| ------ | ----------------- | ------- | ------- | --------------------------------- | ------ |
| 1.     | Dan Karabin       | ME 1976 | ME 1975 | 0                                 | 2      |
| 2.     | Josef Klapuch     | 0       | ME 1934 | 0                                 | 1      |
| 3.     | Josef Urban       | 0       | ME 1966 | 0                                 | 1      |
| 4.     | Jozef Lohyňa      | 0       | ME 1989 | ME 1986, ME 1987 ME 1994, ME 1998 | 5      |
| 5.     | Kateřina Hálová   | 0       | ME 2003 | 0                                 | 1      |
| 6.     | Adéla Hanzlíčková | 0       | ME 2019 | 0                                 | 1      |
| 7.     | Josef Polák       | 0       | 0       | ME 1937                           | 1      |
| 8.     | Josef Engel       | 0       | 0       | ME 1969                           | 1      |
| 9.     | Petr Drozda       | 0       | 0       | ME 1977                           | 1      |
| 10.    | Jozef Schwendtner | 0       | 0       | ME 1983                           | 1      |
| 11.    | Július Strnisko   | 0       | 0       | ME 1982 ME 1983                   | 2      |
| Celkem | Celkem            | 1       | 6       | 10                                | 17     |

## Volný styl ve filmu
S volným stylem se můžeme setkat v několika filmech:
- Pravidla kruhu (1987) – český film o mladém volnostylaři (hrál ho slovenský herec), který po návratu z vojny řeší svojí budoucnost
- Win Win (2011) – americký film o složitém rodinném zázemí mladého volnostylaře